# Héra (keresztnév)
A Héra görög mitológiai eredetű női név, jelentése a hérosz (hős) szóval függ össze: hősnő, hölgy, hatalmasság.

## Gyakorisága
Az 1990-es években szórványos név, a 2000-es években nem szerepel a 100 leggyakoribb női név között.

## Névnapok
- június 24.[2]